# Camares Amonat
Camares Amonat (* 1994 in Berlin) ist eine deutsche Schauspielerin.

## Leben und Karriere
Erste Schauspielerfahrungen machte sie im Alter von zehn Jahren im Musical Les Misérables im Theater des Westens. 2005 spielte sie dort die kleine „Éponine“. Von Januar 2006 bis 2012 nahm sie Schauspielunterricht an der Mad School Berlin. Es folgten Rollen in der ARD-Produktion Papa auf Probe (2013) und in dem Kinderfilm Hördur – Zwischen den Welten (2015). Seit 2017 ist sie Ensemblemitglied der Impro-Gruppe NGSI Space Impro in Berlin.

## Filmografie
- 2009: Die Wette (Kurzfilm)
- 2013: Papa auf Probe
- 2015: Hördur – Zwischen den Welten